# بشینگن
بشینگن (به آلمانی: Bächingen) یک شهر در آلمان است که در بایرن واقع شده‌است.

## خصوصیات
بشینگن ۷٫۳۴ کیلومترمربع مساحت دارد ۴۴۰ متر بالاتر از سطح دریا واقع شده‌است.